# آدم روبنسون
آدم روبنسون (بالإنجليزية: Adam Robinson)‏ هو كاتب أمريكي، ولد في 1955.

## وصلات خارجية
- آدم روبنسون على موقع 365Chess.com (الإنجليزية)